# Finales de la NBA de 1964
Las Finales de la NBA de 1964 fueron las series definitivas de los playoffs de 1964 y suponían la conclusión de la temporada 1963-64 de la NBA, con victoria de Boston Celtics, campeón de la Conferencia Este, sobre San Francisco Warriors, campeón de la Conferencia Oeste, consiguiendo los Celtics su sexto título consecutivo, y el séptimo en 8 años. El enfrentamiento reunió a 9 futuros miembros del Basketball Hall of Fame, 7 jugadores de los Celtics, 2 de los Warriors, además de los dos entrenadores, Red Auerbach y Alex Hannum.

## Resumen
| Partido | Fecha       | Equipo local  | Resultado | Equipo visitante |
| ------- | ----------- | ------------- | --------- | ---------------- |
| 1       | 18 de abril | Boston        | 108-96    | San Francisco    |
| 2       | 20 de abril | Boston        | 124-101   | San Francisco    |
| 3       | 22 de abril | San Francisco | 115-91    | Boston           |
| 4       | 24 de abril | San Francisco | 95-98     | Boston           |
| 5       | 26 de abril | Boston        | 105-99    | San Francisco    |

Celtics gana las series 4-1

## Enfrentamientos en temporada regular
Durante la temporada regular, los Warriors y los Celtics se vieron las caras hasta en ocho ocasiones (la liga la formaban entonces 9 equipos), jugando cuatro encuentros en el Boston Garden y otros cuatro en el Cow Palace. La ventaja era de los Celtics, que habían conseguido ganar en cinco ocasiones.
| 30 de noviembre | San Francisco Warriors | 96–109 | Boston Celtics |                                 |
|                 |                        |        |                |                                 |
|                 |                        |        |                | Pabellón: Boston Garden, Boston |

| 3 de enero | Boston Celtics | 111–101 | San Francisco Warriors |                                 |
|            |                |         |                        |                                 |
|            |                |         |                        | Pabellón: Cow Palace, Daly City |

| 7 de enero | Boston Celtics | 89–92 | San Francisco Warriors |                                 |
|            |                |       |                        |                                 |
|            |                |       |                        | Pabellón: Cow Palace, Daly City |

| 19 de enero | San Francisco Warriors | 105–108 | Boston Celtics |                                 |
|             |                        |         |                |                                 |
|             |                        |         |                | Pabellón: Boston Garden, Boston |

| 29 de enero | San Francisco Warriors | 100–92 | Boston Celtics |                                 |
|             |                        |        |                |                                 |
|             |                        |        |                | Pabellón: Boston Garden, Boston |

| 13 de febrero | Boston Celtics | 95–106 | San Francisco Warriors |                                 |
|               |                |        |                        |                                 |
|               |                |        |                        | Pabellón: Cow Palace, Daly City |

| 15 de febrero | Boston Celtics | 96–87 | San Francisco Warriors |                                 |
|               |                |       |                        |                                 |
|               |                |       |                        | Pabellón: Cow Palace, Daly City |

| 28 de febrero | San Francisco Warriors | 92–107 | Boston Celtics |                                 |
|               |                        |        |                |                                 |
|               |                        |        |                | Pabellón: Boston Garden, Boston |

## Resumen de los partidos

### Partido 1
| 18 de abril                   | San Francisco Warriors                                             | 96–108               | Boston Celtics                                          |                                                                                |  |  |
|                               | Parciales: 24–25, 15–32, 25–22, 32–29                              |                      |                                                         |                                                                                |  |  |
|                               | Estadísticas Wilt Chamberlain 22 Wilt Chamberlain 23 Guy Rodgers 8 | Reporte Pts Reb Asts | Estadísticas Sam Jones 28 Bill Russell 25 K. C. Jones 7 | Pabellón: Boston Garden, Boston, Massachusetts Asistencia: 13,909 espectadores |  |  |
| Boston lidera las series, 1–0 |                                                                    |                      |                                                         |                                                                                |  |  |
|                               |                                                                    |                      |                                                         |                                                                                |  |  |

### Partido 2
| 20 de abril                   | San Francisco Warriors                                                        | 101–124              | Boston Celtics                                           |                                                                                |  |  |
|                               | Parciales: 22–31, 21–31, 25–36, 33–26                                         |                      |                                                          |                                                                                |  |  |
|                               | Estadísticas Wilt Chamberlain 32 Wilt Chamberlain 25 Phillips, Rodgers 4 each | Reporte Pts Reb Asts | Estadísticas Sam Jones 31 Bill Russell 24 Bill Russell 9 | Pabellón: Boston Garden, Boston, Massachusetts Asistencia: 13,909 espectadores |  |  |
| Boston lidera las series, 2–0 |                                                                               |                      |                                                          |                                                                                |  |  |
|                               |                                                                               |                      |                                                          |                                                                                |  |  |

### Partido 3
| 22 de abril                   | Boston Celtics                                              | 91–115               | San Francisco Warriors                                             |                                                                             |  |  |
|                               | Parciales: 21–40, 22–27, 21–23, 27–25                       |                      |                                                                    |                                                                             |  |  |
|                               | Estadísticas John Havlicek 22 Bill Russell 32 K. C. Jones 8 | Reporte Pts Reb Asts | Estadísticas Wilt Chamberlain 35 Wilt Chamberlain 25 Guy Rodgers 7 | Pabellón: Cow Palace, Daly City, California Asistencia: 10,981 espectadores |  |  |
| Boston lidera las series, 2–1 |                                                             |                      |                                                                    |                                                                             |  |  |
|                               |                                                             |                      |                                                                    |                                                                             |  |  |

### Partido 4
| 24 de abril                   | Boston Celtics                                             | 98–95                | San Francisco Warriors                                             |                                                                             |  |  |
|                               | Parciales: 17–24, 23–20, 36–20, 22–31                      |                      |                                                                    |                                                                             |  |  |
|                               | Estadísticas Tom Heinsohn 25 Bill Russell 19 K. C. Jones 5 | Reporte Pts Reb Asts | Estadísticas Wilt Chamberlain 27 Wilt Chamberlain 38 Guy Rodgers 6 | Pabellón: Cow Palace, Daly City, California Asistencia: 14,862 espectadores |  |  |
| Boston lidera las series, 3–1 |                                                            |                      |                                                                    |                                                                             |  |  |
|                               |                                                            |                      |                                                                    |                                                                             |  |  |

### Partido 5
| 26 de abril                 | San Francisco Warriors                                             | 99–105               | Boston Celtics                                              |                                                                                |  |  |
|                             | Parciales: 24–22, 17–23, 30–29, 28–31                              |                      |                                                             |                                                                                |  |  |
|                             | Estadísticas Wilt Chamberlain 30 Wilt Chamberlain 27 Guy Rodgers 7 | Reporte Pts Reb Asts | Estadísticas Tom Heinsohn 19 Bill Russell 26 Bill Russell 6 | Pabellón: Boston Garden, Boston, Massachusetts Asistencia: 13,909 espectadores |  |  |
| Boston gana las series, 4–1 |                                                                    |                      |                                                             |                                                                                |  |  |
|                             |                                                                    |                      |                                                             |                                                                                |  |  |

La retirada de Bob Cousy fue prácticamente la única novedad que presentaba el equipo de Boston en su octava aparición consecutiva en unas finales de la NBA. En las finales de conferencia eliminaron a los Cincinnati Royals de Oscar Robertson por un cómodo 4-1, con Bill Russell como gran dominador bajo los tableros, promediando en la serie 29 rebotes. En frente se encontraron con unos Warriors cuya principal baza era el gigante Wilt Chamberlain, y que eliminaron a St. Louis Hawks en su conferencia por 4-3, dándoles a los Celtics 9 días de descanso adicional.
Los Celtics comenzaron las series con una cómoda victoria por 12 puntos, con Russell imponiéndose a Chamberlain cerca del aro, repitiéndose la historia dos días después, con una victoria aún más holgada, 124-101. La final se trasladó a San Francisco, donde los Warriors intensificaron su defensa, sobre todo sobre Tom Heinsohn, consiguiendo su primera victoria por 115-91. Pero dos días después fueron incapaces de frenarle, y casi él solo llevó el marcador desde un inquietante 52-51 hasta el 71-60. Los Warriors cargaron su juego sobre Chamberlain, que dominó los tableros con 38 rebotes, pero fue insuficiente, cayendo derrotados por 98-95, dejando las finales 3-1.
Chamberlain anotó 30 puntos en el quinto partido, pero los Celtics se presentaron al finalizar el tercer cuarto con una ventaja de 11 puntos. Los Warriors reaccionaron, poniéndose tan sólo a 2 puntos a falta de 19 segundos, pero en ese momento Russell cogió un rebote en ataque a fallo de Heinsohn que puso la puntilla a los californianos, acabando el partido con el marcador 105-99 a favor de los Celtics.